# 100 ragazze per un playboy
100 ragazze per un playboy è un film commedia del 1966 diretto da Michael Pfleghar.

## Trama
Peter Knoll, modesto contabile in una famosa ditta, viene nominato playboy dell'anno da un noto settimanale scandalistico a causa di un errore di calcolo del computer usato per decretare il vincitore. Su incarico del direttore, il fotografo Renato fa compiere a Peter il giro del mondo per immortalare ipotetiche storie d'amore.